# Ким Хе Ри
Ким Хе Ри (кор. 김혜리; род. 25 июня 1990, Республика Корея) — южнокорейская футболистка, защитник «Инчхон Хёндэ Стил» и женской национальной сборной Южной Кореи.

## Карьера в сборной
Ким Хе Ри в составе молодёжной сборной Южной Кореи приняла участие в чемпионате мира среди девушек до 20 лет и вместе с командой принесла своей стране первую медаль на этом уровне («бронзу»).

### Клубные
Сеул
- серебряный призёр чемпионата Южной Кореи[кор.]: (1) 2013[кор.]

### В сборной
Южная Корея
- бронзовый призёр Азиатских игр: (3) 2010, 2014, 2018
- серебряный призёр Кубков Азии: (1) 2022
- серебряный призёр чемпионатов Восточной Азии: (2) 2015, 2019
- бронзовый призёр чемпионатов Восточной Азии: (2) 2013, 2022